# Хришћанска апологетика
Апологија (– заступништво, оправдање). Хришћанство је дошло у свет као “саблазан за јудејце”, као “безумље за хелене”, као religio illicita (недозвољена религија) за владавину. Одатле стремљење свих пожртвованих и способних синова нове религије да преведу истине вере на језик разума, т. ј. господарећих ставова епохе, са једне стране, а с друге (у време прогона) - да докажу представницима власти да хришћанство не васпитава рушиоце, већ поуздане чланове државе и друштва. 

## Хришћански апологети
Хришћански апологети доказују апсурдност оптужби које се износе против хришћана. У исто време, они подвлаче да хришћани спадају међу најлојалније римске поданике, који упућују молитве за цара. Поред тога, доказује се да је хришћанство највиша религија. 
Служећи се аргументима стоичара и таквим књигама као што су Варонове „Старине“, хришћани су доказивали јаловост служења идолима, бесмисленост и неодрживост разних митова. Слично Филону из Александрије, апологети теже да начине мост између хришћанства и грчке филозофије. Сличност појединих поставки грчких филозофа са старозаветним књигама објашњава се простом позајмицом. Апологети су тврдили да су грчки мислиоци узели много шта из јудејских светих књига. Они су истицали и сличноет неких обреда, објашњавајући то ђаволовим лукавством. На тај начин апологети нису само бранили, већ и пропагирали хришћанство. 
Овај књижевни род био је релативно широко распрострањен. Један од првих апологета био је Аристид, који је на грчком језику написао „Апологију“, упућену Антонину Пију. Средином II в. писао је Јустин, прозван филозофом и мучеником. Поред апологетских дела Јустин је написао и низ расправа против јеретика. Пред крај II в. почела је књижевна делатност највећег хришћанског апологета и писца — Тертулијана, пореклом из Римске Африке. 

## Почеци апологетске књижевности
Та тежња полаже почетак апологејске књижевности. Пошто конфликт између вере и знања увек постоји, тако и апологетика, једном започевши свој рад, врши га и сада. Не увек и не у потпуности постижући свој циљ, апологетика је увек чинила услуге хришћанству: не одржаваући победе над неверницима, она је помагала верницима да одрже своју веру. Садржај и карактер апологетике су се мењали из века у век, посматрајући кроз карактер научних и филозофских струја, са којима у датом тренутку бејаху у најоштријем конфликту основне поставке хришћанства. У суштини већ неке посланице Павла представљају дела апологетска. Напор јудеизма и гностицизма који се рађао скида много страница са пера “апостола језика”. Апологетичке тенденције су приметне и на многим местима Јеванђеља. Посланица Варнаве је обраћено против јудејаца. Од друге четвртине 2 века на сцени се појављују апологети у правом смислу. 125-126 г. Кодрат у Атини представља императору Адријану заштитну повељу у корист хришћана, које је узнемиравао друштвени олош. Од те повеље се сачувао само део. Уз то Адријану је послата и А. Аристида (коју је 1889 г. открио Харис). Јустин, филозоф и мученик, написао је две А., од којих је прва (око 153) састављена при императору Антонину, као и “Разговор са Трифуном јудејцем”; Јустин одбија ударце који су долазили од многобожаца и јудејаца, и доказује истинитост нове религије тиме што су се кроз христа испунила пророранства итд. Затима следи “А.” Мелитона Сардијског, представљена Марку Аурелију око 170 (сачували су се само одломци), “Против хелена” Татијана, Јустиновог ученика, око 170 “Замолница о хришћанима” обраћена Марку Аурелију Афинагора, око 177, “О хришћанској вери” ка многобожцу Аутолику Теофила Антиохијског, око 180 (радове апологена превео свештеник Преображенски). 

## Трећи век
У 3 веку наступа Ориген са делом “Против Целса”. У 4 веку поштовалац Оригена Евсевије пише трактате, као и други црквени оци Атанасије Велики – “Реч против многобожаца” и “Реч о Оваплоћењу Бога Логоса”, Василије Велики - “Шестоднев” (све постоји у преводу Московске духовне академије). У 5 век спада трактат Крила Александријског поводом памфлета Јулијана Апостате “Против Галилејаца”. 

## Апологетика на хришћанском Западу
На латинском језику као први апологета иступа Минуциј Феликс, римски адвокат. Њему припада апологетски дијалог, састављен 177 г., под називом “Октавије”; ту се хришћанство штити од оптужби многобожца Сесилија (постоји у руском преводу свештеника Преображенског). Без икакве сумње, највећи апологета Запада је Тертулијан (крај 2 – почетак 3 века), аутор “Апологетике”, две књиге “Ка Народима”, “Ка Скапули” и друге (постоји руски превод Карнејева, са скраћеницама. Нови превод “Апологетике” је издала Кијевска духовна академија). Ученик Тартулијана је био епископ Свети Кипријан Картагински (пр. 258). Од њега имамо “Књигу о сујети идола” и “Три књиге сведочанстава против јудејаца” (постоји рус. превод Кијевске духовне академије). За време последње озбиљне борбе многобожачке државе са хришћанством иступио је ритор Лактанције (око 250-330), који је написао опширан трактат против многобожачке митологије “Божанствене поуке”. Од дела 5 века истиче се познати трактат Аугустина “О граду Божијем”. У то време напади политеиста на хришћане букнули су новом снагом. За разарење Рима од стране Алариха 410 г. оптужено је хришћанство: причало се да су, потиснувши политеизам, изазвали гнев старих богова, који су створили величанственост вечног града. Аугустин одговара на те оптужбе.

## Новије доба
Затим напади на хришћанство јењавају и скоро да је непотребно бранити га. Тек за време географских открића пред богословима су се поставила нова збуњујућа питања. Ти црнци из Африке, црвенокошци Америке, те жуте расе Далеког истока – да ли су они настали од заједничког родоначелника? Да ли су они потомци Адама, наследници његовог греха? Да ли крв, проливена у Јудеји, искупљује и њих такође? Да ли су могли бити осуђени за кршење заповести, које нису ни знали? Богословље је било лоше припремљено за таква питања. Са друге стране, у делима хуманиста преплитао се Нови завет са митологијом. Одатле трактат Савонароле (1497) ... (“Тријумф крста, или О истини хришћанске религије”) и М. Фићино (1475) “О хришћанској религији и богобојажљивости”. Ослобађање умова, започета делимичним нападима и убрзана призорима религиозних гоњења, од средине 17 века налази одраз у енглеском деизму. Из Енглеске деизам прелази на континент, где се често неприметним прелазима прелива у натурализам. Деизам је изазвао много апологетских радова, од којих су многи под напором противника ишли на значајне уступке. Волтер, Русо и енциклопедисти су такође доста брига задали апологетима. Када је у 19 веку хришћанство постало предмет озбиљног научног истраживања, апологетика се такође обраћа историји и води полемику на том тлу.